# Рихтер, Вильфрид
Вильфрид Рихтер (нем. Wilfrid Richter; 9 мая 1916, Пфорцхайм — 18 апреля 1981, Эргесхаузен, Ганновер) — гауптштурмфюрер СС, кавалер Рыцарского креста Железного креста.

## Карьера
C 1 апреля 1933 стал членом гитлерюгенда, 9 ноября 1934 членом НСДАП (№ 3615042) и СС (№ 279192).
11 ноября 1937 года поступил в 15-й штурм штандарта СС «Дойчланд». Участник Польской кампании.
Окончил юнкерское училище СС в Брауншвейге в 1940 году и 1 мая 1940 произведён в унтерштурмфюреры СС.
С 30 января 1942 стал командиром 3-й батареи штурмовых орудий СС дивизии СС «Мёртвая голова».

«5 апреля 1942 г., Пасха. Русские после мощной артподготовки атаковали Калиткино. Удастся ли нашим товарищам вызволить нас из окружения? А русские между тем начали наступать и сжимать кольцо.
После артподготовки противник внезапно атаковал нас 16 танками Т-34. Две наши противотанковые пушки были сразу же уничтожены их огнём. Они устремились в деревню. Здесь удалось забросать пять танков бутылками с горючей смесью, подорвать минами и зарядами. Остальным танкам и пехоте удалось захватить северную часть деревни. Немецкий гарнизон охватила паника — сказалось отсутствие офицеров и младших командиров, солдаты почти бегом отступали в юго-западную часть деревни. Но тут на месте оказался оберштурмфюрер Рихтер, командир несуществующего взвода штурмовых орудий. Опытный танкист спокойно начал собирать всех отступающих, достал и раздал сигареты, один дым которых внушал уверенность. Для каждого нашёлся глоток коньяка из «последнего резерва» оберштурмфюрера. Всех поделили на группы, вооружили противотанковыми средствами, и под его уверенной командой мы обошли противника с флангов и атаковали. Танковый десант смели с брони огнём из автоматов и пулемётов. Танки оказались довольно неповоротливыми и «слепыми», когда у них закрыты люки. Под гусеницы подкладывали противотанковые мины, на корму бросали бутылки с бензином. Выскакивающие экипажи становились жертвой наших очередей. Только четырём танкам удалось уйти из Калиткино. До наступления темноты мы вновь стали хозяевами деревни».

За отвагу в этом бою 21 апреля 1942 награждён Рыцарским крестом Железного креста. С июля 1943 — командир 13-й роты 3-го танкового полка СС своей дивизии. Тяжело ранен.
После поправки в октябре числился в штате учебного и запасного танкового полков СС, а с марта 1944 в юнкерском училище СС в Бад-Тёльце.
С марта 1945 стал командиром 2-го батальона 96-го моторизованного полка СС 38-й гренадерской дивизии СС «Нибелунген».

## Награды
- Крест военных заслуг 2-го класса с мечами (30 января 1943)
- Железный крест 2-го класса (12 августа 1944)
- Железный крест 1-го класса (30 августа 1944)
- Рыцарский крест (12 декабря 1944)